# Broncos de Cosamaloapan
Los Broncos de Cosamaloapan fue un equipo que participó en la Liga Invernal Veracruzana y en la Liga Veracruzana Estatal de Béisbol con sede en Cosamaloapan, Veracruz, México.

## Historia

### Inicios
Los Broncos tuvieron sus inicios en la segunda etapa de la Liga Invernal Veracruzana en el año 2005, y desde su aparición en el circuito han tenido siempre grandes actuaciones, siendo un equipo protagonista en la liga. Cabe señalar que los Broncos fueron los primeros campeones de la nueva etapa de la LIV.

### Actualidad
Los Broncos participaron en la Liga Veracruzana Estatal de Béisbol.

## Jugadores

### Roster actual
| Receptores: - 1 Manuel Cazarín * - 2 Jonathan Esqueda - 3 Erick Ramírez Morales - 4 Rogelio Cobos Ponce Lanzadores: - 5 Juan Jesús Álvarez - 6 Martín Gómez Ríos - 7 Eleazar Mora González - 8 Néstor Renovato Salas - 9 Luis Ángel Ruiz López - 10 Marco Antonio Tovar - 11 Roberto Ramírez Sánchez - 12 Oswaldo Macías Flores - 13 Wington Concepción - 14 Narciso Elvira Delgado - 15 Carlos Belliard - 16 Manuel Rodríguez Rodríguez |  | Jugadores de Cuadro: - 17 Jorge Luis Delgado Túa - 18 Henry Pichardo Rodríguez - 19 Héctor Miguel Torrero - 20 Jesús Rivera Tapia - 21 Carlos García Soberano - 22 Kevin Flores Pinzón - 23 Joshimar Rosales - 24 Héctor Javier Garanzuay Jardineros: - 25 Serafín Rodríguez Hernández - 26 Oscar Fentanes Palmero - 27 Gregorio Vázquez Rivera - 28 Jorge Álvarez Martínez - 29 Eliezer Ortiz Reyes - 30 Gregorio Ernesto Angulo Cuerpo Técnico: - Mánager: Manuel Cazarín * - Coach: Félix Tejeda ** - Coach: José Arano - Coach: Ignacio Vargas - Coach: Hugo Flores - Trainer: Salomé Vázquez - Bat Boy: Carlos Sosa |

 (*) Mánager-Jugador.  
  (**) Fue activado también como jugador durante un lapso de la campaña. 

  Nota: En el roster se muestran los 30 jugadores activados por la organización con números del 1 al 30, pero estos no son precisamente los números que usan en sus uniformes. 

### Jugadores destacados
Oscar Fentanes.